# Episodi di Winx Club (ottava stagione)

Le Winx in forma Cosmix al cospetto della Stella dei Desideri nell'episodio Scritto nelle stelle.

L'ottava e ultima stagione della serie animata Winx Club è stata trasmessa in prima visione assoluta in Italia dal 15 aprile 2019 su Rai Yoyo.
I primi tre episodi sono stati pubblicati in anteprima su Rai Play il 9 aprile 2019.
La messa in onda della serie è stata suddivisa in tre gruppi: il primo gruppo di 13 episodi è stato trasmesso in televisione dal 15 al 29 aprile 2019; il secondo gruppo di 6 episodi è stato trasmesso dal 29 luglio al 3 agosto 2019, mentre il terzo gruppo di 7 episodi è andato in onda dall'11 settembre al 17 settembre 2019.
| Nº | Titolo italiano               | Prima TV Italia   |
| -- | ----------------------------- | ----------------- |
| 1  | La notte delle stelle         | 9 aprile 2019     |
| 2  | Il regno delle Lumen          | 9 aprile 2019     |
| 3  | Attacco al nucleo             | 9 aprile 2019     |
| 4  | Popstar!                      | 18 aprile 2019    |
| 5  | Il segreto di Orion           | 19 aprile 2019    |
| 6  | La stella faro                | 21 aprile 2019    |
| 7  | Trappola su Prometia          | 22 aprile 2019    |
| 8  | Negli abissi di Andros        | 23 aprile 2019    |
| 9  | La luce di Gorgol             | 24 aprile 2019    |
| 10 | Il potere dell'Idra           | 25 aprile 2019    |
| 11 | Il tesoro magico di Syderia   | 26 aprile 2019    |
| 12 | Festa a sorpresa              | 28 aprile 2019    |
| 13 | L'ombra di Valtor             | 29 aprile 2019    |
| 14 | La Stella dei Desideri        | 29 luglio 2019    |
| 15 | Una nuova missione            | 30 luglio 2019    |
| 16 | La festa dello Sparx          | 31 luglio 2019    |
| 17 | Il vestito della regina       | 1º agosto 2019    |
| 18 | La valle degli unicorni alati | 2 agosto 2019     |
| 19 | La torre oltre le nuvole      | 3 agosto 2019     |
| 20 | Il Cuore Verde di Lynphea     | 11 settembre 2019 |
| 21 | La gara di ballo su Melody    | 12 settembre 2019 |
| 22 | Il segreto dell'armonia       | 13 settembre 2019 |
| 23 | Fra terra e mare              | 14 settembre 2019 |
| 24 | Tra i ghiacci di Dyamond      | 15 settembre 2019 |
| 25 | La volpe bianca               | 16 settembre 2019 |
| 26 | Scritto nelle stelle          | 17 settembre 2019 |

## La notte delle stelle
Le Winx si godono una serata di stelle cadenti mentre Musa cerca l'ispirazione per una nuova canzone. Una Lumen, piccola creatura fatata proveniente dal pianeta Lumenia, la stella che illumina Solaria, giunge ad Alfea inseguita da buffe creature d'ombra, gli Staryummy, che all'occorrenza possono unirsi in un unico grande mostro. Le Winx decidono di aiutarla, prima di tutto a recuperare la memoria che ha perso. Durante un concerto il mostro attacca Alfea per rapire la Lumen, che grazie alla magia di Stella riesce tuttavia a sconfiggerlo e farlo fuggire. Lo spavento ottiene anche il risultato di farle tornare appieno la memoria. È stata inviata dalla regina Dorana a chiedere l'aiuto delle Winx: le stelle della dimensione magica sono in grave pericolo.

## Il regno delle Lumen
Le Winx giungono su Lumenia, il cui fiume di luce si è seccato, mettendo a rischio la stella. Le fate scoprono che la colpa è di un macchinario che ne raccoglie le acque e lo distruggono: nel farlo, compare il simbolo di Valtor, che le Winx avevano sconfitto anni prima. Come ringraziamento, Dorana dona alle Winx il potere Cosmix, in grado di ridare la luce alle stelle di tutto l'universo.

## Attacco al nucleo
Obscurum, alleato con Valtor, attacca il nucleo di Lumenia con gli Staryummy; nonostante le Winx riescano a cacciarli, tutta l'energia del nucleo della stella viene assorbita, ma le fate riescono a riaccenderlo usando la magia Cosmix. Dopo aver partecipato a una festa di ringraziamento organizzata da Dorana, le Winx fanno ritorno ad Alfea.

## Popstar!
Bloom è al settimo cielo perché ha un appuntamento con Sky, ma il ragazzo si vede costretto a rimandarlo per via di una missione urgente con gli Specialisti, al cui gruppo si è riunito Riven. Twinkly informa le Winx che Dorana ha donato loro una mappa dell'universo che segnala quali stelle siano sotto attacco, e le fate scoprono così che Valtor minaccia la stella-nave Peripla. Le Winx la raggiungono spacciandosi per un gruppo pop, ma non riescono a impedire agli Staryummy di prosciugare il nucleo di Peripla, un rubino, per salvare gli Specialisti da un buco nero.

## Il segreto di Orion
Peripla rischia di precipitare nello stesso buco nero che ha quasi risucchiato gli Specialisti, ma le Winx donano l'energia Cosmix alle Lumen, che riescono a caricare di maggior energia il nucleo della stella e a trarla d'impaccio. Mentre le fate festeggiano con un concerto, un ragazzo di nome Orion ruba il rubino che costituisce il nucleo della stella, la quale inizia a vagare alla deriva nell'universo e rischia di schiantarsi contro degli asteroidi. Le Winx affrontano gli asteroidi assemblati da Valtor in un mostro e li distruggono, mentre gli Specialisti inseguono Orion, lo catturano e riprendono il rubino. Orion rivela di non essere un ladro, ma uno scienziato, e di aver preso la gemma perché la stella Iridia, che illuminava il suo pianeta Prometia, si è spenta. Le piante di Prometia sono in seria difficoltà, e le fate decidono quindi di aiutare Orion nella sua impresa.

## La stella faro
Le Winx giungono su Iridia e scoprono che il suo nucleo è stato rotto da Orion nel tentativo di riaccenderlo: di conseguenza, neanche i tentativi delle fate hanno successo e Orion se ne va deluso e arrabbiato. Valtor approfitta dell'occasione per convincerlo a schierarsi con lui e sconfiggere le Winx in cambio della salvezza di Iridia. Orion consegna quindi alle Winx un congegno da portare su Prometia e che, una volta in posizione, la illuminerà di luce artificiale; il congegno, però, libera una macchina tentacolare che cattura le fate, a esclusione di Stella e Flora.

## Trappola su Prometia
Flora e Stella riescono a liberare le altre Winx unendo i loro poteri, così da risvegliare le piante di Prometia e utilizzarle contro la macchina che imprigiona le Winx. Seguendo la stessa logica le fate riescono a riportare alla vita la vegetazione del pianeta, in attesa di trovare un modo per riaccendere il nucleo. Nel frattempo Valtor consegna a Obscurum il proprio scettro incaricandolo di trasformare tutte le Lumen di Iridia in Staryummy. Orion si rende conto di essere stato ingannato dallo stregone, ma non riesce a impedire che tutte le Lumen di Iridia, inclusa Lumilla, un'amica di Twinkly, vengano trasformate; chiede quindi perdono alle Winx, che accettano di dargli una seconda possibilità. Intanto Valtor stabilisce il suo prossimo obiettivo: Gorgol, la stella subacquea che illumina gli oceani di Andros.

## Negli abissi di Andros
Le Winx e Nex raggiungono Andros per la festa della fondazione, alla quale Aisha terrà un discorso. Durante la cerimonia le regine Ligea e Dorana creano una barriera attorno alla stella sottomarina del pianeta, Gorgol, per impedire che gli Staryummy vi entrino, ma le creature e Obscurum sono già all'interno intenti ad assorbire la luce del nucleo. Le Winx si trasformano in fate Sirenix e, insieme a Nex, raggiungono il centro di Gorgol, dove ingaggiano battaglia. 

## La luce di Gorgol
Obscurum e gli Staryummy fuggono con la luce rubata a Gorgol, mentre le Winx e Nex rimangono intrappolati nella stella in seguito all'attivazione del suo sistema di difesa, degli anemoni magici, che mettono fuori combattimento Bloom, Stella, Flora, Musa e Tecna. Grazie alle Lumen, Aisha riesce a capire che gli anemoni intensificano i loro attacchi più si sentono minacciati, e chiede alle Lumen di cantare una canzone calmante. Gli anemoni tornano quindi normali, liberando le Winx, che tornano nel palazzo di Andros a festeggiare dopo aver riattivato il nucleo di Gorgol con il potere Cosmix.

## Il potere dell'Idra
Si avvicina l'anniversario della fondazione di Alfea e Faragonda affida alle studentesse l'organizzazione dei festeggiamenti, che Flora e Helia vedono come un'occasione per far riavvicinare Musa e Riven. Nel frattempo, Valtor attacca la stella Ipsos, nella costellazione dell'Idra, e le Winx vanno in soccorso delle Lumen insieme agli Specialisti, affrontando una vera Idra creata da Valtor direttamente dalla costellazione. Le fate la sconfiggono e Twinkly, con il suo affetto, riesce a far tornare normale Lumilla; poi le Winx tornano ad Alfea e si esibiscono alla festa della fondazione con un concerto. Riven proietta l'immagine di Musa in cielo per farle una sorpresa, ma la ragazza ne rimane imbarazzata e si arrabbia con lui; inoltre Flora e Helia hanno un litigio perché ognuno difende il rispettivo amico.

## Il tesoro magico di Syderia
Mentre Flora e Helia fanno pace, Obscurum atterra su Syderia e incanta le sue Lumen in modo che credano che le Winx vogliano rubare il loro tesoro leggendario; così, quando le fate arrivano sulla stella per fermare gli Staryummy, vengono attaccate dalle Lumen. Rifugiatesi in una caverna, le Winx trovano il tesoro di Syderia, un enorme cristallo, al quale infondono il potere Cosmix trasformandolo nel nuovo nucleo della stella. Le Lumen capiscono quindi che le fate non sono cattive e accettano di donare loro un pezzo di cristallo da dare a Orion affinché crei dei nuclei artificiali.

## Festa a sorpresa
Valtor scopre che un astro che compare una volta ogni mille anni, la Stella dei Desideri, si sta avvicinando; per potersi impadronire della stella ed esprimere il desiderio di diventare lo stregone più potente dell'universo ha però bisogno del potere Cosmix, e decide quindi di rubare quello di Bloom. La fata intanto torna a Gardenia per organizzare una festa a sorpresa in spiaggia per il compleanno di sua madre Vanessa, ma durante i festeggiamenti Valtor attacca il Sole con gli Staryummy, e la Terra con due giganti oscuri e gli Stargoyle. Mentre le altre Winx cercano di tenere in vita il Sole, Bloom viene catturata da Valtor, che le fa una proposta: potrà scegliere se salvare il Sole e le sue amiche o la Terra e i suoi genitori, oppure salvare tutti cedendo il potere Cosmix.

## L'ombra di Valtor
Obscurum attacca Lumenia, svelando a Dorana di essere suo fratello Argen, scomparso da qualche tempo. È stato lui a far tornare Valtor raccogliendo la sua forza vitale sparsa per l'universo al fine di diventare il sovrano di Lumenia e non essere più oscurato dalla sorella. Intanto, Tecna chiede a Orion di inviare subito un mini nucleo artificiale sul Sole per salvarlo, mentre gli Specialisti a Gardenia distruggono gli Stargoyle; non possono fare niente, però, contro i giganti oscuri, che si avvicinano pericolosamente alla città. Bloom decide così di accettare l'offerta di Valtor e rinunciare al potere Cosmix, che però si rivolta contro lo stregone oscuro; la fata incontra poi Twinkly, che sta raggiungendo il Sole, alla quale chiede di portare il nucleo agli Specialisti, che riescono a usarlo per distruggere uno dei giganti oscuri. Il secondo viene invece polverizzato dalla riaccensione del Sole compiuta dalle Winx con un secondo nucleo artificiale e il potere Cosmix. A Lumenia, Dorana promette al fratello che regneranno insieme e gli dimostra il suo amore, facendo tornare Obscurum a essere il principe Argen, mentre le Lumen abbracciano tutti gli Staryummy, riportandoli a essere Lumen come loro. Valtor capisce che la sua natura oscura lo rende incompatibile al potere Cosmix e quindi richiama le Trix per far catturare a loro la Stella dei Desideri.

## La Stella dei Desideri
Le Winx tengono un concerto ad Alfea per le studentesse, durante il quale Bloom nota l'assenza di Sky, impegnato con suo padre, che lo vorrebbe più presente come principe: Diaspro decide di approfittare dell'occasione per cercare di riconquistarlo. Nel frattempo Valtor ordina alle Trix di catturare la Stella dei Desideri, ma le tre streghe falliscono quando la stella, per difendersi, si divide in sette stelle primarie e nello Scrigno delle Stelle. Mentre le prime si spargono per l'Universo Magico, il secondo cade su Lumenia, dove le Winx apprendono da Dorana che lo Scrigno delle Stelle racchiude l'essenza della Stella dei Desideri e che solo raccogliendo al suo interno le stelle primarie potrà essere ricomposta. Siccome la Bussola Astrale che farà loro da guida si trova nello scrigno, le Winx vi entrano miniaturizzandosi con il potere Enchantix, ma, davanti alla bussola, compaiono le Trix. Intanto, Diaspro informa Sky che partiranno insieme per una missione segreta alla ricerca del medaglione perduto di Eraklyon.

## Una nuova missione
Winx e Trix competono per impadronirsi della Bussola Astrale, che, animata di vita propria, sfugge a entrambe le parti nascondendosi tra gli ingranaggi del carillon all'interno dello Scrigno delle Stelle; grazie a un'intuizione di Musa, sono infine le fate a entrarne in possesso. Inserita la bussola al centro dello Scrigno delle Stelle, le Winx ricevono ufficialmente la missione di cercare le sette stelle primarie per ricomporre la Stella dei Desideri. Tornata a Magix con le amiche, Bloom va a Fonterossa per fare una sorpresa a Sky, ma non lo trova perché è partito con Diaspro, e nessuno degli Specialisti sa dirle dove sia, essendo stato incaricato di una missione segreta.

## La festa dello Sparx
Ad Alfea, fate e streghe celebrano la festa dello Sparx, la scintilla che ha dato origine all'Universo Magico e donato il potere della luce alle fate e il potere dell'ombra alle streghe. Lo Scrigno delle Stelle rivela alle Winx che la prima stella primaria si trova proprio ad Alfea e le conduce sul fondo del pozzo della scuola, dove devono affrontare delle prove di ragionamento tutte insieme. Anche le Trix, entrate di nascosto a scuola per spiare le Winx, si cimentano nelle prove, ma, essendo il loro spirito di squadra carente, la prima stella primaria viene raccolta dalle Winx.

## Il vestito della regina
Lo Scrigno delle Stelle informa le Winx che la seconda stella primaria si trova su Solaria e che solo colei che indosserà la sicurezza di una regina potrà prenderla. Stella è sicura che si riferisca a un abito e si reca sul suo pianeta con le amiche per confezionare un vestito degno di una regina: qui la fata decide anche di organizzare una festa per i suoi genitori. Anche le Trix raggiungono Solaria per prendere la stella. Poco prima che i festeggiamenti abbiano inizio, Winx e Trix vengono convocate al cospetto della seconda stella primaria, la quale è protetta da una barriera che solo Stella e Stormy, le più fiduciose di tutte, riescono a superare. Entrambe vengono messe dinanzi a una prova: Stella viene informata dai genitori che sua madre lascerà il palazzo di Solaria e che deve scegliere tra uno di loro, mentre Stormy deve affrontare Valtor. Mentre la fata si dimostra insicura, Stormy riesce a superare la sua prova e porta la stella primaria a Valtor. Stella, capendo che lo Scrigno delle Stelle non si riferiva a un abito, ma alla sicurezza che una regina deve dimostrare in ogni situazione, è scoraggiata, ma le altre Winx la consolano e la fata ritrova il buonumore anche grazie all'affetto dei genitori e al successo della festa.

## La valle degli unicorni alati
Mentre Bloom è preoccupata per la sicurezza di Sky, non avendo sue notizie da diverso tempo, lo Scrigno delle Stelle informa le Winx che la terza stella primaria si trova oltre le nuvole di Monoceros, casa degli unicorni alati. La stella primaria è protetta da una barriera che solo gli unicorni possono attraversare, ma sono animali molto diffidenti; tuttavia, le fate riescono a conquistare la loro fiducia e a farsi accompagnare in volo. Intanto, anche Diaspro e Sky si trovano su Monoceros alla ricerca del medaglione perduto: durante la missione, Sky si rende conto che Diaspro si è inventata tutto, ma all'improvviso vengono attaccati da un unicorno nero.

## La torre oltre le nuvole
Mentre volano oltre le nuvole di Monoceros, le Winx sentono qualcuno gridare aiuto e trovano Diaspro, e Sky poco distante alle prese con l'unicorno nero. Flora si accorge che l'animale non è malvagio e le fate riescono a calmarlo grazie a uno spettacolo arcobaleno degli altri unicorni. Le Lumen di Monoceros spiegano alle Winx che l'animale non si fida più di nessuno dopo che l'ultima persona in cui ha riposto la sua fiducia gli ha spezzato il corno. A sorpresa, l'unicorno nero decide di legarsi a Diaspro, che approfitta del suo aiuto per lasciare la stella, mentre Bloom e Sky litigano perché lo Specialista non le ha detto di essere in missione con Diaspro. Grazie agli unicorni, le Winx e Sky raggiungono la torre oltre le nuvole dove è custodita la terza stella primaria, ma vengono attaccati dalle Trix. Qui Bloom si trova a dover scegliere tra prendere la stella prima di Icy o salvare Sky da una prigione di ghiaccio, ma decide di fidarsi di lui e lasciare che se la cavi da solo: le fate entrano quindi in possesso della stella primaria e Bloom e Sky ritrovano la fiducia l'uno nell'altra.

## Il Cuore Verde di Lynphea
Le Winx raggiungono Lynphea ed entrano nella Grande Foresta per recuperare la quarta stella primaria, ma, giunte al Cuore Verde, vengono attaccate dalle Trix. Anche Miele si è addentrata nella foresta, nonostante Flora glielo avesse proibito perché pericoloso, per aiutare le fate: Darcy ne approfitta e, dopo aver fatto svenire Miele con un incantesimo, assume le sue sembianze, spingendo Flora ad aiutarla e prendendo, così, la stella primaria senza interferenze.

## La gara di ballo su Melody
Lo Scrigno delle Stelle porta le Winx su Melody, il pianeta di Musa, dove scoprono che la quinta stella primaria è stata incorporata nella corona destinata alla vincitrice della gara di ballo organizzata annualmente dalla principessa Galatea. Le Winx e le Trix, a esclusione di Musa e Darcy, si ritrovano così a competere sulla pista in delle sfide una contro una per accaparrarsi la corona. Intanto, Musa va a trovare suo padre e riceve la visita inaspettata di Riven, che però è sotto un incantesimo lanciatogli da Darcy.

## Il segreto dell'armonia
Darcy cerca di fare del male a Musa spingendo Riven, ipnotizzato, ad attaccarla, ma lo Specialista riesce a ribellarsi dall'incantesimo della strega delle illusioni dimostrando alla ragazza quanto siano forti i sentimenti nei suoi confronti. Intanto, le altre Winx sono impegnate contro le Trix nella gara di ballo, ma alla fine è Stormy a vincere la corona; tuttavia, la stella primaria svanisce dalle sue mani e appare a Musa e Riven, in quanto il requisito per conquistare la stella era trovare l'armonia. Le Trix cercano di prendere la stella attaccando Musa e Riven, ma arrivano le altre Winx a proteggerli e, a fine giornata, le fate e Riven organizzano un piccolo concerto.

## Fra terra e mare
Ad Alfea Tecna ed Aisha devono superare un esame assegnato dal professor Palladium in un limite di tempo, ma le due non sono d'accordo su come agire e finiscono per fallire. A fine lezione, mentre le due litigano, alle sei fate appare lo Scrigno delle Stelle, che le guida su Coralia, dove si trova la sesta stella primaria. Siccome Aisha pensa che si trovi nel mare e Tecna che sia invece nella bocca del vulcano, le due fate hanno un altro battibecco e così le ragazze decidono di separarsi: mentre Aisha, Musa e Flora si dirigono verso il mare, Tecna, Stella e Bloom vanno al vulcano, dove incontrano dei grossi golem di lava che proteggono il nucleo. Intanto Valtor decide di prendere personalmente la stella e destabilizza il nucleo di Coralia, surriscaldandolo e attivando il vulcano, che inizia a eruttare. Tecna raggiunge le altre tre Winx per chiedere soccorso e assieme ad Aisha scopre che la stella primaria è in una conchiglia, ma, mentre stanno per prenderla, Valtor se ne appropria facendo leva sul desiderio delle fate di salvare Coralia dall'esplosione del vulcano. Le Winx gli lasciano quindi la stella primaria e si dividono: mentre Aisha e Flora salvano le lumen, Tecna e Musa raggiungono Bloom e Stella e, con i poteri Cosmix, raffreddano il nucleo fermando l'eruzione. Aisha e Tecna, nonostante il fallimento della missione, fanno pace capendo di essere state entrambe troppo testarde.

## Tra i ghiacci di Dyamond
Lo Scrigno delle Stelle porta le Winx su Dyamond, un mondo ghiacciato e deserto sul quale è nascosta la settima e ultima stella primaria. La sua conquista è fondamentale, in quanto chi alla fine avrà più stelle primarie in suo possesso otterrà automaticamente anche quelle del gruppo avversario. Anche le Trix arrivano su Dyamond, sebbene Icy inizialmente fosse titubante, e incontrano una volpe bianca; anche le Winx si imbattono in lei durante la loro esplorazione, e Sky, andato con loro per stare vicino a Bloom, la prende in braccio. Vedendolo, Icy lo attacca facendolo finire in un lago ghiacciato. Le Winx si trasformano in fate Crystal Sirenix per salvarlo.

## La volpe bianca
Mentre le Winx salvano Sky dal lago ghiacciato, Icy incontra la volpe bianca: si scopre, così, che Dyamond è il pianeta della strega e che la volpe è in realtà sua sorella minore Sapphire, trasformata in un animale da una strega sciamana che anni prima arrivò su Dyamond e congelò tutto. Da quel momento, Icy ha giurato di diventare una strega più forte di lei e di spezzare l'incantesimo. La volpe bianca accompagna le Trix nel sottosuolo di Dyamond dalla stella primaria, che però finisce in un cunicolo, nel quale Sapphire s'infila per recuperarla. Nel tentativo di allargare l'apertura con la magia, Stormy causa un crollo della volta, costringendo le streghe a scappare e abbandonare la stella primaria; quest'ultima, però, apprezzando che Icy abbia messo in salvo Sapphire invece che abbandonarla al pericolo, si consegna nelle mani della strega. Icy utilizza il potere della stella per liberare se stessa e le altre Trix dal marchio di Valtor, ma la stella non è potente a sufficienza per far tornare umana Sapphire, se non per pochi istanti. Tornate ad Alfea, le Winx, essendo ancora in possesso di tutte le loro stelle pur avendone tre su sette, arrivano alla conclusione che l'ultima stella primaria è di esclusiva proprietà di Icy, e pertanto sono ancora in parità con Valtor.

## Scritto nelle stelle
Le Winx raggiungono il covo di Valtor per cercare di sconfiggerlo e prendere le altre stelle primarie. Il gruppo attacca il castello attirando all'esterno le Trix e, mentre Bloom, Musa e Tecna le affrontano, Stella, Aisha e Flora prendono le sembianze delle tre streghe per cercare di prendere le stelle; tuttavia, mentre provano ad ingannare Valtor, tornano le vere Trix, costringendo le Winx a combattere contro lo stregone, trasformatosi in un demone mostro gigantesco. Dopo aver sentito da Bloom che Valtor intende distruggere la Dimensione Magica, Icy non sa a chi dare la stella primaria in suo possesso, ma alla fine la consegna alle Winx per poter riuscire, un giorno, a salvare Dyamond e sua sorella. Giacché ora le Winx hanno quattro stelle su sette, esse imprigionate da Valtor si liberano e convergono nello Scrigno delle Stelle, liberando la Stella dei Desideri. Per avere riunito le stelle primarie, quest'ultima concede alle fate un desiderio: dopo averci pensato attentamente, Bloom chiede di proteggere l'universo magico, salvaguardando la sua armonia per sempre. Espresso il desiderio, le Winx ricevono una carica di energia e riescono a sconfiggere Valtor, mentre le Trix se ne vanno. Le ragazze, una volta ritornate ad Alfea, organizzano un concerto e, per gratitudine, nel cielo appare una nuova costellazione: quella delle Winx.